# Palacio de los Duques de Goyeneche
La casa-palacio de los Duques de Goyeneche es uno de los edificios históricos que conforman la plaza de la Duquesa de Goyeneche en el lugar de Irurita, Valle de Baztán (Navarra).
Ha llegado también hasta la actualidad el nombre en idioma vascuence que recibió desde antiguo este edificio: Indakoetxea ("casa de la senda"), llamada así por estar situada al borde del antiguo Camino Real que comunica Pamplona con la frontera francesa.

## Construcción
Fue construida a finales del siglo XV en sillar de Baztán enlucido siguiendo el estilo de las construcciones pirenaicas de la época. Son típicas del Valle las piedras rojizas vistas utilizadas en las esquinas y encuadramientos del edificio. Este palacio forma un gran bloque de despliegue vertical en el que se suceden cuatro niveles y ático. Destacan el profundo gorape o pórtico de la planta baja flanqueado por una ventana y una puerta de arco rebajado y grandes aleros en las fachadas principal y trasera.
Esta construcción sufrió dos reformas importantes: a finales del siglo XVII, tras un incendio que perjudicó severamente las vigas y suelos de madera, y en los años 1970 en que se adecuó a las necesidades modernas. Estas reformas sólo afectaron al interior del inmueble, pues el exterior se ha mantenido invariable desde su construcción.

## El edificio
Presiden la fachada principal dos vítores coronados concedidos a dos descendientes ilustres de esta casa: José Sebastián de Goyeneche, obispo de Arequipa y arzobispo Primado de Lima, y José Manuel de Goyeneche, conde de Guaqui y Teniente General de los Reales Ejércitos durante las Guerras de Independencia americanas.
También existen en la fachada tres escudos en piedra que representan las armas de la familia Goyeneche y del Valle de Baztán así como un letrero en piedra que da nombre a la plaza principal de Irurita, dedicada también a una descendiente de esta casa.
El señorío sobre esta casa conllevaba desde antiguo la propiedad vinculada de numerosas tierras, montes y bordas, sitio preferente en la parroquia de Irurita así como su correspondiente participación en los montes comunales del Valle de Baztán.